# Спинола, Максимилиан
Максимилиан Спинола (фр. Maximilian Spinola, итал. Massimiliano Spinola, нем. Max von Spinola, Graf von Tassarola; 1780—1857) — итальянский энтомолог, Почётный член Королевского энтомологического общества Лондона, член известного аристократического семейства Спинола, одного из величайших в истории Генуэзской республики. Был крупным специалистом по жукам, перепончатокрылым (осам, пчёлам, муравьям) и полужесткокрылым насекомым, описал десятки новых для науки видов, родов, семейств и других таксонов, включая итальянскую разновидность медоносной пчелы и пробкоголового муравья-древоточца Camponotus truncatus (Spinola, 1808).

## Биография
Родился 10 июля 1780 года в Пезенас (ныне — в департаменте Эро) на юге Франции. Был потомком знаменитого полководца Амброзио Спинола, происходившего из генуэзского аристократического рода Спинола, командовавшего армиями Габсбургов на заключительном этапе Восьмидесятилетней войны. Его имя было зафиксировано уже в первом томе (1836) трудов Королевского энтомологического общества Лондона, членом которого он был избран. Обширные коллекции Спинолы Hymenoptera, Coleoptera, Heteroptera и Homoptera с уникальными типовыми экземплярами (от Пьера Дежана, Амедея Лепелетье и Пьера Латрейля) переданы в Туринский музей Museo Regionale di Scienze Naturali (Италия), а также в Пизанский Музей (Museo storia naturale di Pisa), причём большинство этих экземпляров до сих пор находятся в хорошем состоянии.
Умер в Тассароло, провинция Алессандрия, регион Пьемонта (Италия).
В честь него были названы такие виды животных, как осы Ancistrocerus spinolae (Saussure, 1855) и Krombeinella spinolae (Lepeletier, 1845), муравей Camponotus spinolae (Roger, 1863), цикадка Spinolidia, жуки Dorcadion spinolae (Dalman, 1817) и Pterostichus spinolae (Dejean 1828).

## Труды
- Spinola, M. 1806. Insectorum Liguriæ Species Novæ aut Rariores, quas in agro Ligustico nuper detexit, descripsit, et iconibus illustravit. Tom. 1. xvii+159 pp. Genuæ.
- Spinola, M. 1808. Insectorum Liguriae species novae aut rariores, quae in agro Ligustico nuper detexit, descripsit et iconibus illustravit Maximilianus Spinola, adjecto Catalogo spiecierum auctoribus jam enumeratarum, quae in eadam regione occurrunt, Vol. 2. Gravier, Genuae.
- Spinola, M. 1839. Compte rendu des hyménoptères recueillis par M. Fischer pendant son voyage en Égypte, et communiqués par M. le Docteur Waltl a Maximilien. — Annales de la Société Entomologique de France 7: 437—546.
- Spinola, M. 1839. Essai sur les Fulgorelles, sous-tribu de la tribu des Cicadaires, ordre des Rhynchotes. — Ann. Soc. ent. France 8, 133—137, 339—454
- Spinola. M. 1840. Description de trois Hymenopteres nonveaux recueillis par M. Leprieur a Cayenne. — Magasin de Zoologfe. 10. 1-20 (pis 41—43).
- Spinola, M. 1843. Sur quelques Hyménoptères peu connus, recueillis en Espagne, pendant l’année 1842, par M. Victor Ghiliani, voyageur-naturaliste. — Annales de la Société Entomologique de France (2)1: 111—144.
- Spinola, M. 1851. Hyménopteros. in Gay, C., Historia Física y Política de Chile. Zoología. Vol. 6. Casa del autor, Paris. pp. 153–569.
- Spinola, M. 1853. Compte rendu des hyménoptères inédits provenants du voyage entokologique de M. Ghiliani dans le Para en 1846. — Memoire della Reale Accademia della Scienze di Torino (2)13: 19—94.